# 1897年根措夫特站列车相撞事故
1897年根措夫特站列车相撞事故为1897年6月11日发生在丹麦根措夫特站的一起因一列特快列车不按信号行驶导致与另一列正常停靠在站内的旅客列车相撞的重特大铁路事故。事故共造成40人死亡，约150人受伤的严重后果。
55°45′13″N 12°32′29″E / 55.75361°N 12.54139°E